# بحران مالی روسیه (۲۰۱۶–۲۰۱۴)

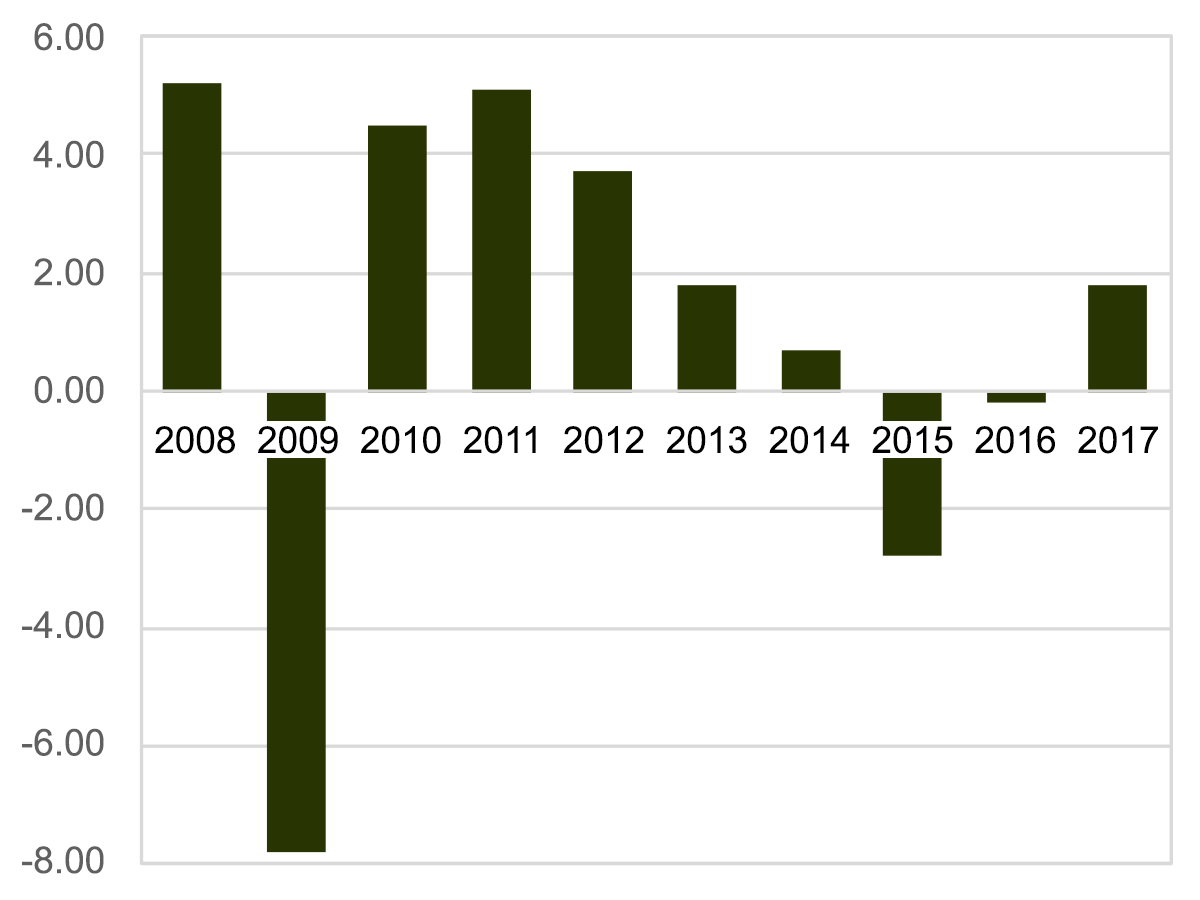
نرخ رشد سالانه تولید ناخالص داخلی روسیه، ۲۰۱۷–۲۰۰۸

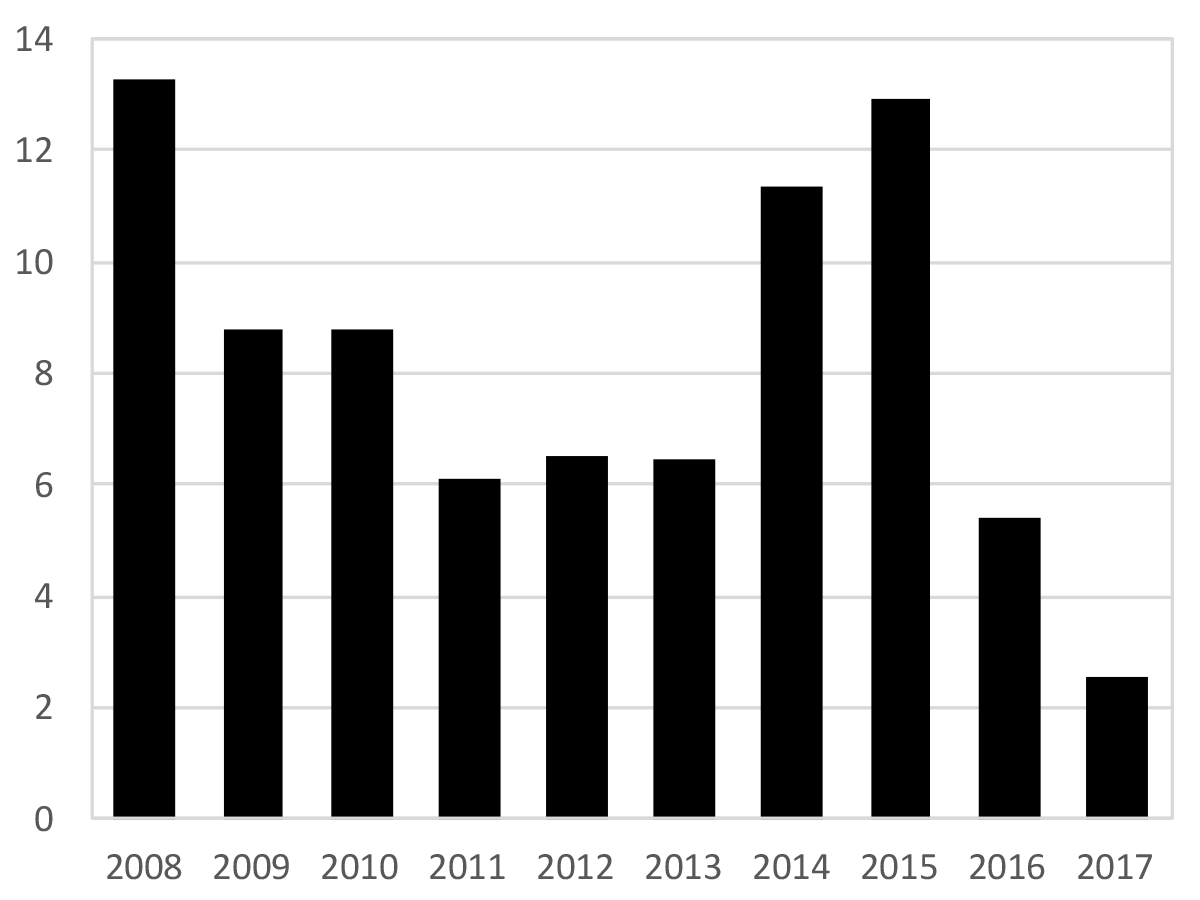
تورم سالانه در روسیه از سال ۲۰۰۸

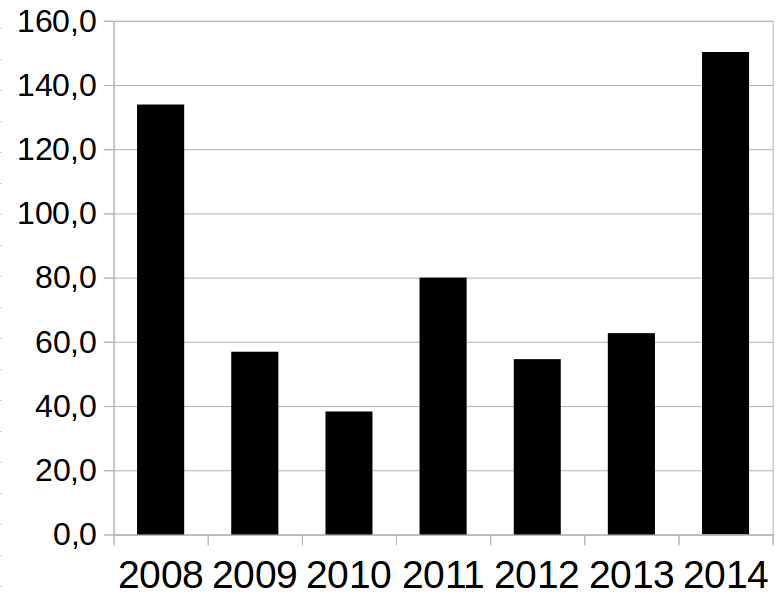
خروج سرمایه از روسیه، میلیاردها دلار

بحران مالی روسیه در سال‌های ۲۰۱۶–۲۰۱۴ نتیجه کاهش شدید ارزش روبل روسیه بود که در نیمه دوم سال ۲۰۱۴ آغاز شد. کاهش سطح اطمینان به اقتصاد روسیه باعث شد سرمایه گذاران دارایی‌های روسی خود را بفروشند، که منجر به کاهش ارزش روبل روسیه و باعث ترس از بحران مالی شد. کاهش سطح اطمینان در اقتصاد روسیه حداقل از دو منبع اصلی سرچشمه می‌گیرد. اولین مورد کاهش قیمت نفت در سال ۲۰۱۴ است. نفت خام، صادرات عمده روسیه، در فاصله زمانی بالاترین قیمت سالانه خود در ژوئن ۲۰۱۴ تا ۱۶ دسامبر ۲۰۱۴، نزدیک به ۵۰ درصد کاهش قیمت داشت. دومین مورد نتیجه تحریم‌های اقتصادی بین‌المللی است. به دنبال الحاق کریمه به روسیه، جنگ در دونباس و جنگ گسترده‌تر روسیه و اوکراین بر روسیه تحمیل شد.
این بحران بر اقتصاد روسیه، هم مصرف‌کنندگان و شرکت‌ها، و بازارهای مالی منطقه‌ای و هم بر جاه‌طلبی‌های پوتین در مورد اتحادیه اقتصادی اوراسیا تأثیر گذاشته‌است. به ویژه بازار سهام روسیه با افت ۳۰ درصدی شاخص آرتی‌اس از ابتدای دسامبر تا ۱۶ دسامبر ۲۰۱۴، افت زیادی را تجربه کرد.
در طول بحران مالی، اقتصاد به مالکیت دولتی مرسوم تبدیل شد و ۶۰ درصد از دارایی‌های تولیدی در دست دولت بود. تا سال ۲۰۱۶، اقتصاد روسیه با رشد ۰٫۳ درصدی تولید ناخالص داخلی بهبود یافت و رسماً از رکود خارج شد. در ژانویه ۲۰۱۷، روسیه دارای ذخایر ارز خارجی حدود ۳۹۱ میلیارد دلار، نرخ تورم ۵٫۰ درصد و نرخ بهره ۱۰٫۰ درصد بود.
پس از حمله روسیه به اوکراین در سال ۲۰۲۲، این کشور با بحران مالی جدیدی مواجه شد.

## سرآغاز و دلایل
| رخداد                      | تاریخ          | نرخ دلار به روبل | منبع   |
| -------------------------- | -------------- | ---------------- | ------ |
| آغاز یورومیدان             | ۲۱ نوامبر ۲۰۱۳ | ۳۲٫۹۹۷۵          | [ ۹ ]  |
| الحاق کریمه                | ۱۸ مارس ۲۰۱۴   | ۳۶٫۲۴۷۷          | [ ۱۰ ] |
| توافق‌نامه مینسک            | ۵ سپتامبر ۲۰۱۴ | ۳۷٫۰۰۲۸          | [ ۱۱ ] |
| انتخابات عمومی ۲۰۱۴ دونباس | ۲ نوامبر ۲۰۱۴  | ۴۳٫۰۰۷۲          | [ ۱۲ ] |
| مداخله بانک مرکزی          | ۱۶ دسامبر ۲۰۱۴ | ۶۸٫۴۹۱۰          | [ ۱۳ ] |
| مینسک ۲                    | ۱۱ فوریه ۲۰۱۵  | ۶۶٫۰۳۰۵          | [ ۱۴ ] |

### تحریم‌های اقتصادی
ایالات متحده، اتحادیه اروپا و بسیاری از کشورهای دیگر پس از آغاز جنگ روسیه و اوکراین؛ از جمله الحاق کریمه به روسیه و جنگ در دونباس در سال ۲۰۱۴، تحریم‌های اقتصادی علیه روسیه اعمال کرده بودند، با وجود بحران مالی، کمک بین‌المللی به روسیه محتمل تلقی نمی‌شد.

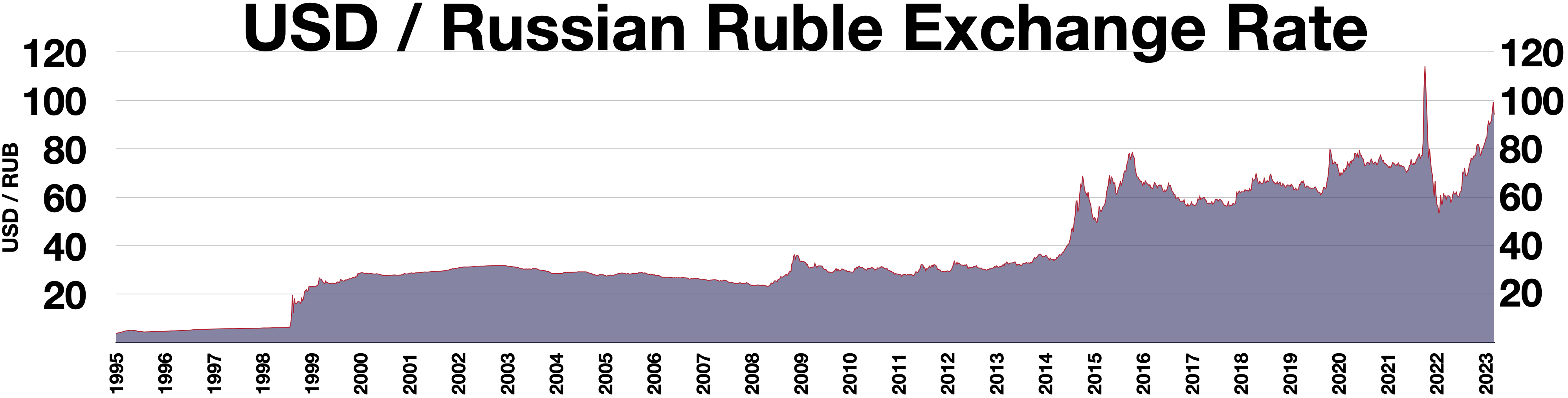
نرخ مبادله دلار آمریکا / روبل روسیه ۲۰۰۱–۲۰۲۲

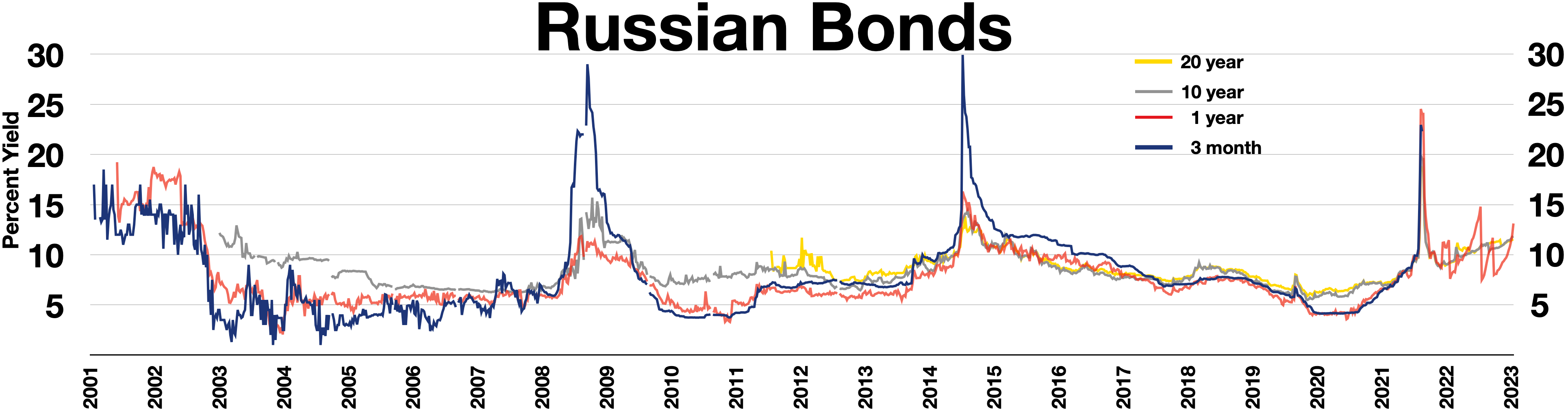
اوراق قرضه روسیه، منحنی‌های بازده معکوس برای مهار تورم در طول جنگ‌هایشان (جنگ روسیه و گرجستان، جنگ روسیه و اوکراین، ۲۰۲۲ حمله روسیه به اوکراین)
اوراق ۲۰ ساله
اوراق ۱۰ ساله
اوراق ۱ ساله
اوراق ۳ ماهه

تحریم‌های اقتصادی به کاهش روبل کمک کرد زیرا برخی از شرکت‌های نفتی روسیه از افزایش بدهی‌ها جلوگیری کردند و آنها را مجبور به مبادله روبل خود با دلار آمریکا یا سایر ارزهای خارجی در بازار آزاد کرد تا تعهدات پرداخت سود بدهی‌های موجود خود را انجام دهند.
تأثیر تحریم‌های غرب بر اقتصاد روسیه ذاتاً محدود بوده‌است، زیرا تحریم‌ها تنها بر تعداد محدودی از افراد و شرکت‌ها تأثیر گذاشته‌است.
تأثیر تحریم‌های غرب بر اقتصاد روسیه با طراحی محدود بوده‌است، زیرا تحریم‌ها تنها بر تعداد محدودی از افراد و شرکت‌ها تأثیر گذاشته‌است. با این حال، تحریم‌های متقابل روسیه باعث کاهش واردات مواد غذایی به روسیه شد که منجر به افزایش تورم و افزایش قیمت مواد غذایی شد. در نتیجه متوسط حقوق کاهش یافت و تعداد افرادی که زیر خط فقر زندگی می‌کردند افزایش یافت.

### کاهش قیمت نفت
اقتصاد روسیه تا حد زیادی به صادرات نفت خام وابسته است. در فوریه ۲۰۱۴ قیمت نفت خام به دلیل رونق تولید نفت شیل آمریکا شروع به کاهش کرد. به ازای هر یک دلار کاهش قیمت نفت خام، اقتصاد روسیه میلیاردها دلار از دست می‌دهد. قیمت نفت از ۱۰۰ دلار در هر بشکه در ژوئن ۲۰۱۴ به ۶۰ دلار در هر بشکه در دسامبر ۲۰۱۴ کاهش یافت. کاهش قیمت نفت ناشی از کاهش تقاضا برای نفت در سراسر جهان و همچنین افزایش تولید نفت در ایالات متحده بود. این کاهش قیمت نفت به شدت روسیه را تحت تأثیر قرار داد، زیرا تقریباً نیمی از درآمد دولتی فدراسیون روسیه از فروش نفت و گاز حاصل می‌شود.
اقتصاد روسیه از بیماری هلندی رنج می‌برد، اصطلاحی که اقتصاددانان برای توصیف وضعیتی استفاده می‌کنند که در آن یک کشور بر توسعه منابع طبیعی خود به ضرر سایر فعالیت‌های اقتصادی تمرکز می‌کند. در سال ۲۰۱۴، روسیه برای داشتن بودجه متعادل به قیمت نفت ۱۰۰ دلار در هر بشکه نیاز داشت. با کاهش قیمت نفت، روسیه همچنان به فروش نفت خود در ظرفیت عملیاتی خود ادامه می‌دهد، بدون اینکه توانایی افزایش چشمگیر تولید نفت را برای جبران کاهش قیمت داشته باشد، و در نتیجه به دلیل کاهش سود حاصل از فروش نفت، دولت درآمد قابل ملاحظه ای کمتری دارد. روسیه تنها کشوری نیست که اثرات بد کاهش قیمت نفت را احساس می‌کند، زیرا چندین کشور دیگر از جمله ونزوئلا، نیجریه و قزاقستان نیز با کاهش درآمد و فعالیت اقتصادی مواجه بودند.
در آگوست ۲۰۱۵، قیمت نفت به ۳۷ دلار در هر بشکه کاهش یافت و سپس در ۲۸ اوت به بیش از ۴۵ دلار افزایش یافت.[۲۶] اکنون که اوپک تولید خود را از نوامبر ۲۰۱۶ کاهش داده‌است، قیمت نفت و روبل نیز شروع به افزایش کرده‌است.

### دیگر علل احتمالی
ولادیمیر پوتین، رئیس‌جمهور روسیه توسط منتقدان به اداره یک حکومت دزدسالار متهم شده‌است، که در آن تعداد کمی از  توانگرسالار رانت‌خواه اقتصاد را تباه می‌کنند. روسیه بر اساس شاخص سرمایه‌داری طرفدار اکونومیست در سال ۲۰۱۴ در رتبه دوم جهان قرار گرفت و در رتبه‌بندی سال ۲۰۱۶ خود در رتبه اول قرار گرفت. پوتین کشورهای غربی را به مهندسی بحران اقتصادی روسیه متهم کرد. وی همچنین گفته‌است: شرکای ما (غربی) متوقف نشده‌اند، آنها تصمیم گرفتند که برنده باشند، اکنون آنها امپراتور هستند و بقیه دست نشانده‌اند و باید به گوشه‌ای رانده شوند.

## سیاست پولی کشور روسیه

### کاهش ارزش روبل
از زمان رکود بزرگ، بازدهی خزانه‌های آمریکا و سایر دارایی‌های کم‌ریسک عمدتاً به دلیل تله نقدینگی و همچنین اقدامات محرک غیرمتعارف بانک‌های مرکزی، مانند سیاست ترخ بهره صفر و تسهیل کمی کاهش یافته‌است.
ین امر باعث شده‌است که الگوهای سرمایه‌گذاران تبدیل گردد به آنچه به عنوان «دستیابی به بازده» به وسیله بدهی‌های بازارهای نوظهور شناخته می‌شود. بدهی‌های بازارهای نوظهور توسط سرمایه‌گذاران اقتصاد توسعه‌یافته خریداری می‌شوند، زیرا سرمایه‌گذاران به دنبال سود بیشتر در دارایی‌های خود هستند. این منجر به افزایش صدور بدهی توسط شرکت‌های روسی بر حسب ارز خارجی با ۵۰۲ میلیارد دلار بدهی به ارز خارجی تا ژوئن ۲۰۱۴، بیشتر از ۳۲۵ میلیارد دلار در پایان سال ۲۰۰۷ شد،
کاهش اخیر روبل هزینه‌های شرکت‌های روسی را برای پرداخت سود بدهی‌های صادر شده به دلار آمریکا یا سایر ارزهای خارجی که در برابر روبل تقویت شده‌اند، افزایش داده‌است؛ بنابراین، بازپرداخت دارندگان بدهی خود به دلار یا سایر ارزهای خارجی، برای شرکت‌های روسی هزینه بیشتری از درآمد روبلی خود را به همراه دارد. از مارس ۲۰۱۶، ارزش روبل بیش از ۵۰ درصد از ژوئیه ۲۰۱۴ کاهش یافت.
| دلار آمریکا |
| یورو        |

### مداخله بانک مرکزی
در ۱۵ دسامبر ۲۰۱۴، روسیه دارای ذخایر ارز خارجی به ارزش حدود ۴۰۰ میلیارد دلار بود که جایگاه ششم بالاترین میزان ذخایر ارزی در جهان بودکه به روسیه توانایی حفظ روبل را می‌داد. در ۱۵ دسامبر، بانک مرکزی روسیه تقریباً ۲ میلیارد دلار در تلاش برای تقویت روبل در حال کاهش هزینه کرد.
درست قبل از ساعت ۱ بامداد به وقت محلی در ۱۶ دسامبر ۲۰۱۴، بانک مرکزی نرخ بهره پایه خود را از ۱۰٫۵ درصد به ۱۷ درصد افزایش داد تا کاهش روبل را کند یا متوقف کند. این ششمین افزایش نرخ بهره توسط بانک مرکزی در سال ۲۰۱۴ بود.
با وجود مداخله بانک مرکزی، روبل بیشتر کاهش یافت و به ۷۹ روبل در برابر یک دلار آمریکا رسید، در حالی که در ژانویه ۲۰۱۴ ۳۳ روبل به ازای هر دلار بود. روبل از پایین‌ترین سطح خود در ۱۶ دسامبر پس از اینکه بانک مرکزی اعلام کرد کنترل سرمایه را اجرا نخواهد کرد، تقویت شد.
در ۲۲ دسامبر، بانک مرکزی ۵۳۰ میلیون دلار به تراست بانک وام داد، که اولین بانکی بود که کمک مالی دولت را در طول بحران پذیرفت.
در ۱۲ ژانویه ۲۰۱۵، اطلاعاتی از مداخلات خالص ارزی بانک مرکزی روسیه در سال ۲۰۱۴ توسط اینترفاکس گزارش شد که شامل مبالغ ۷۶٫۱۳ میلیارد دلار و ۵٬۴۱۰٬۰۰۰٬۰۰۰ یورو به علاوه ۱۱٫۹ میلیارد دلار در دسامبر ۲۰۱۴ بود.
در سال ۱۳۹۴، بانک مرکزی بارها نرخ بهره را کاهش داد. در ۳۰ ژانویه، بانک نرخ بهره را از ۱۷ درصد به ۱۵ درصد کاهش داد. در ۱۳ مارس به 14% و در ۳۰ آوریل به ۱۲٫۵٪ کاهش یافت. تورم تا ۲۶ آوریل به ۱۶٫۵ درصد کاهش یافته بود که در ماه مارس در حدود ۱۷ درصد بود. در ۱۵ ژوئن، نرخ بهره به 11.5% و ۱۱٪ در ۳۱ ژوئیه کاهش یافت. به گفته بانک تورم تا ۲۷ ژوئیه ۱۵٫۸ درصد بود که نسبت به تورم ۱۵٫۳ درصدی در ژوئن، افزایش یافته بود که در نتیجه افزایش موقت تعرفه‌ها بود.
آژانس دولتی تاس گزارش داد که زیان ۵٫۴ میلیارد دلاری در ذخایر ارزی بانک باعث کاهش آن به ۳۶۹٫۲ میلیارد دلار در هفته ۲۳ تا ۳۰ اکتبر شد.
در ژانویه ۲۰۱۷، روسیه دارای ذخایر ارز خارجی در حدود ۳۹۱ میلیارد دلار، نرخ تورم ۵٫۰ درصد و نرخ بهره ۱۰٫۰ درصد بود.